# كأس التحدي الأوروبي 2004–05
كأس التحدي الأوروبي 2004–05 (بالإسبانية: European Challenge Cup 2004-05)‏ هو الموسم 9 من  كأس التحدي الأوروبي. أقيم خلال الفترة 23 أكتوبر 2004 وحتى 21 مايو 2005، وفاز فيه Sale Sharks ‏.